# Diaea punctata
Diaea punctata är en spindelart som beskrevs av Ludwig Carl Christian Koch 1875. Diaea punctata ingår i släktet Diaea och familjen krabbspindlar. Inga underarter finns listade i Catalogue of Life.